# Monitoramento Via Satélite
O monitoramento via satélite pode ser usado para diversos fins, como rastrear aeronaves, carros, motos, objetos, pessoas e até navios.
Para que uma posição válida seja adquirida, é necessário no mínimo 4 satélites. Existe uma constelação de satélites de baixa órbita sobre a terra, que provisiona no minimo 6 satélites em todos os pontos da terra.